# Pušća
Pušća é uma vila e município da Croácia localizado no condado de Zagreb.

## Localidades
O município de Pušća é composto de 8 localidades:
- Bregovljana
- Donja Pušća
- Dubrava Pušćanska
- Gornja Pušća
- Hrebine
- Hruševec Pušćanski
- Marija Magdalena
- Žlebec Pušćanski

## Demografia
De acordo com o censo de 2001, 96,98% da população é composta por croatas.